# Pałuczyna
Pałuczyna – wieś w Polsce położona w województwie kujawsko-pomorskim, w powiecie inowrocławskim, w gminie Janikowo.
Do 1928 gospodarstwo w Pałuczynie posiadał Henryk Towarnicki.

## Podział administracyjny
W latach 1975–1998 miejscowość administracyjnie należała do województwa bydgoskiego.

## Demografia
Według Narodowego Spisu Powszechnego (III 2011 r.) wieś liczyła 96 mieszkańców. Jest siedemnastą co do wielkości miejscowością gminy Janikowo.